# Alessandra Ferriová
Alessandra Maria Ferriová (* 6. května 1963 Milán) je italská baletka.
Tanci se věnuje od tří let. Studovala v baletní škole La Scaly a na londýnské Royal Ballet School. V roce 1980 vyhrála na Prix de Lausanne stipendium a téhož roku poprvé účinkovala v The Royal Ballet. Její první hlavní rolí byla Marie Vetserová v baletu Kennetha MacMillana Mayerling. Od roku 1985 byla členkou Amerického baletního divadla a taneční partnerkou Michaila Baryšnikova. Hrála hlavní ženskou roli ve filmu Herberta Rosse Tanečníci (1987). Vystoupila jako Giselle po boku Rudolfa Nurejeva u příležitosti jeho padesátin.
V roce 1992 se stala teprve třináctou nositelkou titulu prima ballerina assoluta a jako jediná Italka ve dvacátém století dostala hlavní roli v Ballet de l'Opéra national de Paris. Pohostinsky vystoupila v Mariinském divadle, Ballet national de Marseille, Kubánském národním baletu, Stuttgartském baletu a Operním divadle v Římě. V roce 2007 oznámila ukončení kariéry, avšak po šesti letech se k baletu vrátila a vystoupila v inscenacích Woolf Works a Marguerite and Armand. Podílí se na organizování hudebního festivalu ve Spoletu. Od roku 2025 má vést balet Vídeňské státní opery.
Získala Cenu Benois de la danse (2000), Řád zásluh o Italskou republiku (2004) a dvě Ceny Laurence Oliviera (1983 a 2016). V roce 2016 jí bylo uděleno občanství USA. Jejím manželem byl fotograf Fabrizio Ferri, s nímž má dvě dcery. Spolu s manželem vytvořila obrazovou publikaci Aria.